# Olympische Sommerspiele 1912/Leichtathletik – Diskuswurf (Männer)
Der Diskuswurf der Männer bei den Olympischen Spielen 1912 in Stockholm wurde am 12. Juli 1912 im Stockholmer Olympiastadion ausgetragen. 41 Athleten nahmen daran teil.
Olympiasieger wurde der Finne Armas Taipale vor den beiden US-Amerikanern Richard Byrd und James Duncan.
Deutsche Teilnehmer waren Josef Waitzer (Platz sechzehn), Emil Welz (Platz 24) und Paul Willführ, der ohne gültige Weite ohne Platzierung blieb. Bester Österreicher war Hans Tronner auf Platz fünf, sein Mannschaftskamerad Josef Schäffer wurde 29. Schweizer Athleten nahmen nicht teil.

## Rekorde

### Bestehende Rekorde
Leichtathletik-Weltrekorde waren damals noch inoffiziell
| Weltrekord         | 47,58 m | James Duncan ( USA)    | New York, USA       | 27. Mai 1912  |
| Olympischer Rekord | 40,89 m | Martin Sheridan ( USA) | OS London 1908, GBR | 16. Juli 1908 |

James Duncans Weltrekord wurde nach der Gründung des Weltleichtathletikverbandes IAAF 1912 nachträglich anerkannt.

### Rekordverbesserungen
Der bestehende olympische Rekord wurde in der Konkurrenz am 12. Juli insgesamt sieben Mal verbessert:
- 41,61 m – James Duncan (USA), Vorkampf, 1. Versuch
- 42,09 m – Elmer Niklander (Großfürstentum Finnland), Vorkampf, 1. Versuch
- 42,28 m – James Duncan (USA), Vorkampf, 2. Versuch
- 42,32 m – Richard Byrd (USA), Vorkampf, 2. Versuch
- 43,91 m – Armas Taipale (Großfürstentum Finnland), Vorkampf, 2. Versuch
- 44,34 m – Armas Taipale (Großfürstentum Finnland), Finale, 1. Versuch
- 45,11 m – Armas Taipale (Großfürstentum Finnland), Finale, 2. Versuch

## Durchführung des Wettbewerbs
In einem Vorkampf, der in fünf Gruppen ausgetragen wurde, hatten alle 41 Athleten drei Versuche. Die besten drei Werfer – hellblau hinterlegt – absolvierten anschließend weitere drei Versuche, wobei die Ergebnisse des Vorkampfs mit in die Wertung kamen.

## Legende
Kurze Übersicht zur Bedeutung der Symbolik – so üblicherweise auch in sonstigen Veröffentlichungen verwendet:
| – | verzichtet |
| x | ungültig   |

Die jeweils besten Weiten sind fett gedruckt.

## Qualifikation
Datum: 12. Juli 1912

### Gruppe A

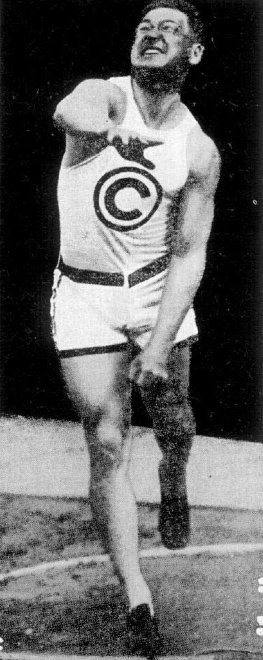
Avery Brundage – im Vorkampf ausgeschieden mit 37,85 m Gesamtgrang 22

| Platz | Name             | Nation             | Resultat   | 1. Versuch (m) | 2. Versuch (m) | 3. Versuch (m) |
| ----- | ---------------- | ------------------ | ---------- | -------------- | -------------- | -------------- |
| 1     | Armas Taipale    | Finnland           | 43,91 m OR | 36,84          | 43,91 OR       | x              |
| 2     | Hans Tronner     | Österreich         | 41,24 m000 | 39,97          | x000           | 41,24          |
| 3     | Emil Magnusson   | Schweden           | 39,91 m000 | 39,91          | x000           | x              |
| 4     | Einar Nilsson    | Schweden           | 39,69 m000 | 37,26          | 38,77000       | 39,69          |
| 5     | Michalis Dorizas | Griechenland       | 39,28 m000 | x              | 39,28000       | x              |
| 6     | Josef Waitzer    | Deutsches Reich    | 38,44 m000 | 38,44          | x000           | x              |
| 7     | Károly Kobulszky | Ungarn             | 38,15 m000 | 37,81          | 38,15000       | x              |
| 8     | Avery Brundage   | Vereinigte Staaten | 37,85 m000 | 37,48          | 37,85000       | x              |
| 9     | Otto Nilsson     | Schweden           | 31,07 m000 | 31,07          | x000           | x              |

### Gruppe B

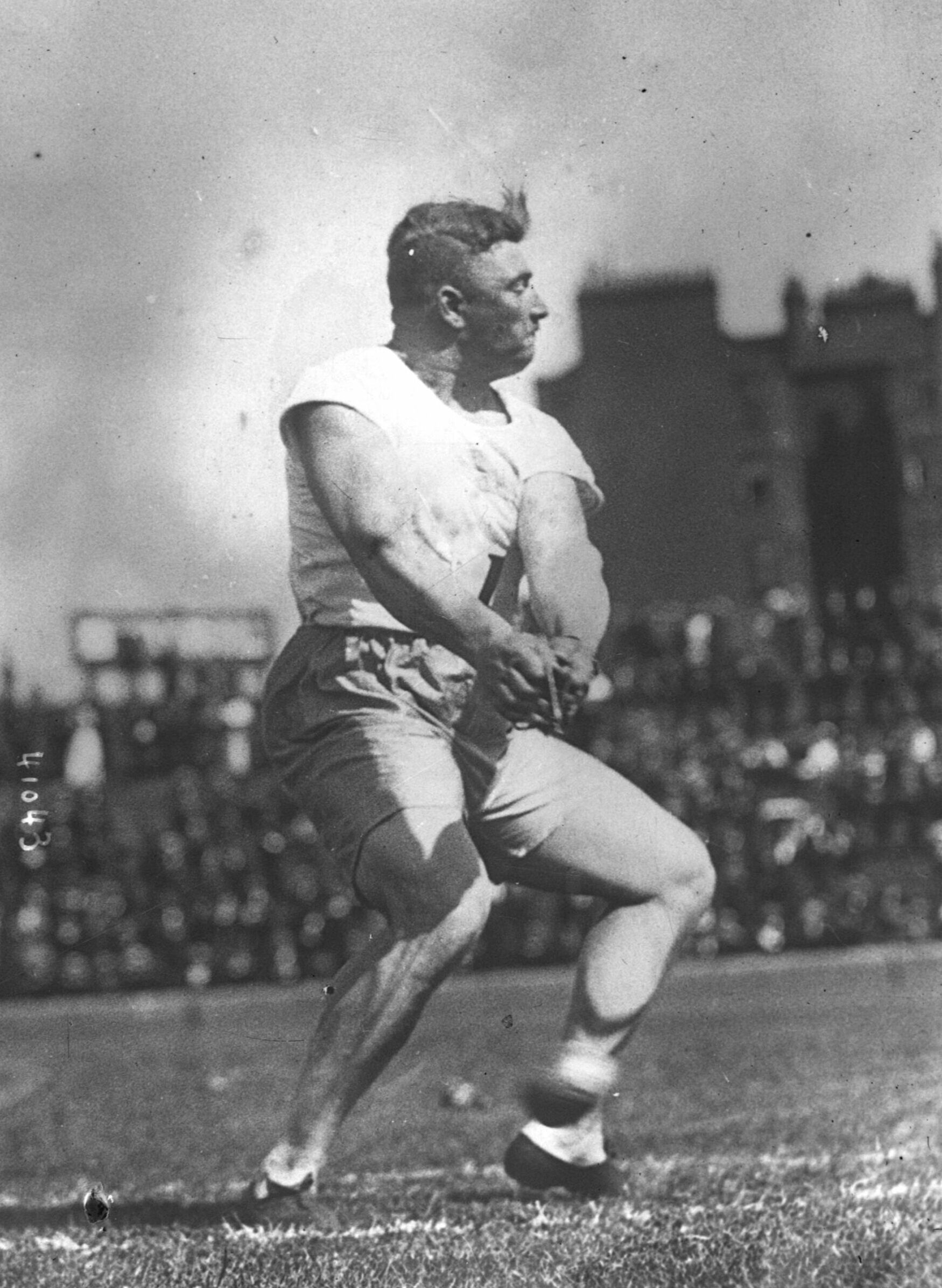
Carl Johan Lind (hier beim Hammerwurf) – im Vorkampf ausgeschieden mit 36,07 m, Gesamtrang 27

| Platz | Name               | Nation             | Resultat | 1. Versuch (m) | 2. Versuch (m) | 3. Versuch (m) |
| ----- | ------------------ | ------------------ | -------- | -------------- | -------------- | -------------- |
| 1     | Arlie Mucks        | Vereinigte Staaten | 40,93 m  | 40,54          | 40,93          | x              |
| 2     | Emil Muller        | Vereinigte Staaten | 39,35 m  | 37,91          | 38,69          | 39,35          |
| 3     | Verner Järvinen    | Finnland           | 38,60 m  | 34,15          | 38,60          | x              |
| 4     | Lawrence Whitney   | Vereinigte Staaten | 37,91 m  | 34,87          | 37,91          | x              |
| 5     | Samu Fóti          | Ungarn             | 36,37 m  | 35,51          | x              | 36,37          |
| 6     | Carl Johan Lind    | Schweden           | 36,07 m  | x              | 35,04          | 36,07          |
| 7     | Nikolai Neklapajew | Russland           | 32,59 m  | 32,59          | x              | x              |

### Gruppe C

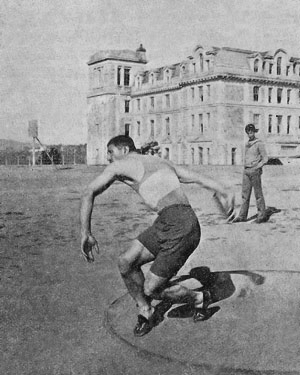
Mığır Mığıryan – im Vorkampf ausgeschieden mit 32,98 m, Gesamtrang 34

| Platz | Name                | Nation             | Resultat   | 1. Versuch (m) | 2. Versuch (m) | 3. Versuch (m) |
| ----- | ------------------- | ------------------ | ---------- | -------------- | -------------- | -------------- |
| 1     | Elmer Niklander     | Finnland           | 42,09 m OR | 42,09 OR       | x              | x              |
| 2     | Ralph Rose          | Vereinigte Staaten | 39,65 m000 | 37,24000       | 38,82          | 39,65          |
| 3     | Duncan Gillis       | Kanada             | 39,01 m000 | 39,01000       | x              | x              |
| 4     | František Janda-Suk | Böhmen             | 38,31 m000 | 32,41000       | 36,83          | 38,31          |
| 5     | Gunnar Nilsson      | Schweden           | 37,44 m000 | x000           | 37,44          | x              |
| 6     | Mór Kóczán          | Ungarn             | 33,30 m000 | 33,30000       | x              | x              |
| 7     | Mığır Mığıryan      | Osmanisches Reich  | 32,98 m000 | x000           | x              | 32,98          |
| 8     | Miroslav Šustera    | Böhmen             | 31,83 m000 | 31,83000       | x              | x              |
| NM    | Paul Willführ       | Deutsches Reich    | ogV000     | x000           | x              | x              |

### Gruppe D
| Platz | Name             | Nation             | Resultat | 1. Versuch (m) | 2. Versuch (m) | 3. Versuch (m) |
| ----- | ---------------- | ------------------ | -------- | -------------- | -------------- | -------------- |
| 1     | Richard Byrd     | Vereinigte Staaten | 42,32 m  | 37,48000       | 42,32 OR       | –              |
| 2     | James Duncan     | Vereinigte Staaten | 42,28 m  | 41,61 OR       | 42,28 OR       | –              |
| 3     | Rezsõ Újlaki     | Ungarn             | 39,82 m  | 39,82000       | x000           | –              |
| 4     | Emil Welz        | Deutsches Reich    | 37,24 m  | 36,16000       | 37,24000       | –              |
| 5     | Josef Schäffer   | Österreich         | 34,87 m  | x000           | 34,87000       | –              |
| 6     | Marcel Pelletier | Luxemburg          | 33,73 m  | 33,73000       | x000           | –              |

### Gruppe E

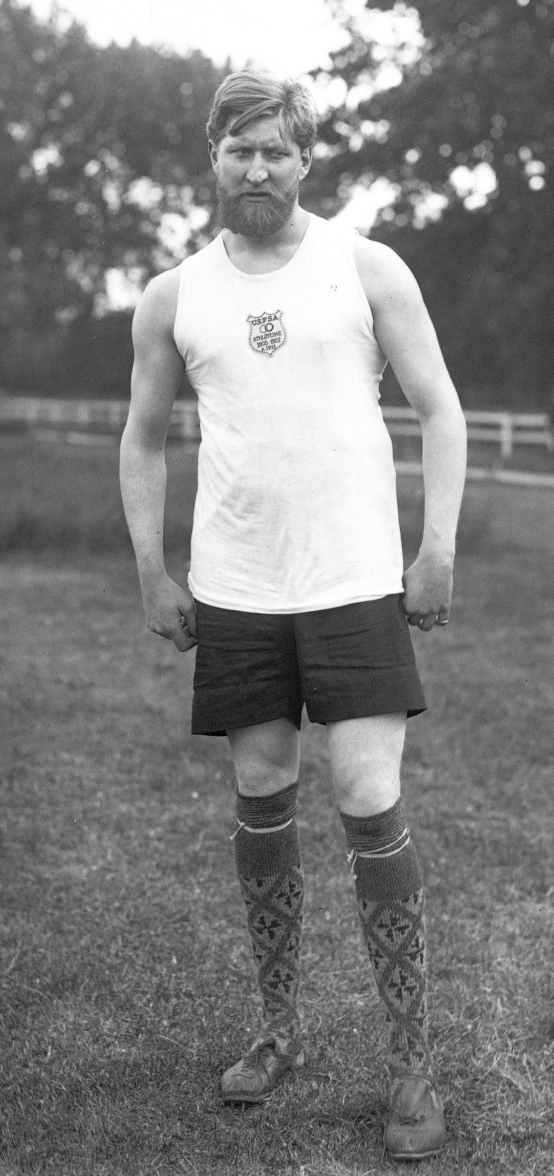
André Tison – im Vorkampf ausgeschieden mit 34,73 m, Gesamtrang dreißig

| Platz | Name             | Nation             | Resultat | 1. Versuch (m) | 2. Versuch (m) | 3. Versuch (m) |
| ----- | ---------------- | ------------------ | -------- | -------------- | -------------- | -------------- |
| 1     | George Philbrook | Vereinigte Staaten | 40,92 m  | 38,14          | 38,55          | 40,92          |
| 2     | Aurelio Lenzi    | Königreich Italien | 38,19 m  | 35,58          | 38,19          | x              |
| 3     | György Luntzer   | Ungarn             | 37,88 m  | 37,88          | x              | x              |
| 4     | Gunnar Bolander  | Schweden           | 36,22 m  | x              | 36,22          | x              |
| 5     | Folke Fleetwood  | Schweden           | 35,06 m  | 32,09          | 32,89          | 35,06          |
| 6     | André Tison      | Frankreich         | 34,73 m  | 34,73          | x              | x              |
| 7     | Walter Henderson | Großbritannien     | 33,61 m  | x              | 33,61          | x              |
| 8     | Charles Lagarde  | Frankreich         | 32,35 m  | 30,76          | x              | 32,35          |
| 9     | Henning Möller   | Schweden           | 32,23 m  | x              | 32,23          | x\|            |
| 10    | Ēriks Vanags     | Russland           | 31,34 m  | x              | 31,34          | x              |

## Finale
Datum: 12. Juli 1912
| Platz | Name          | Nation             | Resultat   | Bester Versuch aus dem Vorkampf (m) | 1. Versuch (m) | 2. Versuch (m) | 3. Versuch (m) |
| ----- | ------------- | ------------------ | ---------- | ----------------------------------- | -------------- | -------------- | -------------- |
| 1     | Armas Taipale | Finnland           | 45,21 m OR | 43,91                               | 44,34 OR       | 45,21 OR       | –              |
| 2     | Richard Byrd  | Vereinigte Staaten | 42,32 m000 | 42,32                               | 41,09000       | –              | –              |
| 3     | James Duncan  | Vereinigte Staaten | 42,28 m000 | 42,28                               | –              | 41,33000       | –              |

## Endresultat
| Platz | Name                | Land               | Weite      |
| ----- | ------------------- | ------------------ | ---------- |
| 1     | Armas Taipale       | Finnland           | 45,21 m OR |
| 2     | Richard Byrd        | Vereinigte Staaten | 42,32 m000 |
| 3     | James Duncan        | Vereinigte Staaten | 42,28 m000 |
| 4     | Elmer Niklander     | Finnland           | 42,09 m000 |
| 5     | Hans Tronner        | Österreich         | 41,24 m000 |
| 6     | Arlie Mucks         | Vereinigte Staaten | 40,93 m000 |
| 7     | George Philbrook    | Vereinigte Staaten | 40,92 m000 |
| 8     | Emil Magnusson      | Schweden           | 39,91 m000 |
| 9     | Rezsõ Újlaki        | Ungarn             | 39,82 m000 |
| 10    | Einar Nilsson       | Schweden           | 39,69 m000 |
| 11    | Ralph Rose          | Vereinigte Staaten | 39,65 m000 |
| 12    | Emil Muller         | Vereinigte Staaten | 39,35 m000 |
| 13    | Michalis Dorizas    | Griechenland       | 39,28 m000 |
| 14    | Duncan Gillis       | Kanada             | 39,01 m000 |
| 15    | Verner Järvinen     | Finnland           | 38,60 m000 |
| 16    | Josef Waitzer       | Deutsches Reich    | 38,44 m000 |
| 17    | František Janda-Suk | Böhmen             | 38,31 m000 |
| 18    | Aurelio Lenzi       | Königreich Italien | 38,19 m000 |
| 19    | Károly Kobulszky    | Ungarn             | 38,15 m000 |
| 20    | Lawrence Whitney    | Vereinigte Staaten | 37,91 m000 |
| 21    | György Luntzer      | Ungarn             | 37,88 m000 |

| Platz | Name               | Land               | Weite   |
| ----- | ------------------ | ------------------ | ------- |
| 22    | Avery Brundage     | Vereinigte Staaten | 37,85 m |
| 23    | Gunnar Nilsson     | Schweden           | 37,44 m |
| 24    | Emil Welz          | Deutsches Reich    | 37,24 m |
| 25    | Samu Fóti          | Ungarn             | 36,37 m |
| 26    | Gunnar Bolander    | Schweden           | 36,22 m |
| 27    | Carl Johan Lind    | Schweden           | 36,07 m |
| 28    | Folke Fleetwood    | Schweden           | 35,06 m |
| 29    | Josef Schäffer     | Österreich         | 34,87 m |
| 30    | André Tison        | Frankreich         | 34,73 m |
| 31    | Marcel Pelletier   | Luxemburg          | 33,73 m |
| 32    | Walter Henderson   | Großbritannien     | 33,61 m |
| 33    | Mór Kóczán         | Ungarn             | 33,30 m |
| 34    | Mığır Mığıryan     | Osmanisches Reich  | 32,98 m |
| 35    | Nikolai Neklapajew | Russland           | 32,59 m |
| 36    | Charles Lagarde    | Frankreich         | 32,35 m |
| 37    | Henning Möller     | Schweden           | 32,23 m |
| 38    | Miroslav Šustera   | Böhmen             | 31,83 m |
| 39    | Ēriks Vanags       | Russland           | 31,34 m |
| 40    | Otto Nilsson       | Schweden           | 31,07 m |
| NM    | Paul Willführ      | Deutsches Reich    | ogV     |

Schon in der Vorrunde wurde der bestehende Olympiarekord mehrfach überboten. Im ersten Versuch gelang es dem aktuellen Weltrekordinhaber James Duncan aus den USA mit 41,61 m, dann zog der Finne Elmer Niklander mit 42,09 m nach. Im zweiten Durchgang wurde der vor diesen Spielen bestehende Rekord gleich viermal überboten – durch Arlie Mucks mit 40,93 m, durch Duncan mit 42,28 m, durch Richard Byrd mit 42,32 m und durch Armas Taipale mit 43,91 m. Dreimal wurde somit Niklanders Rekord aus Durchgang eins verbessert. Auch in der dritten Runde lagen George Philbrook (40,92 m) und Hans Tronner (41,24 m) über Martin Sheridans olympischem Rekord aus dem Jahr 1908.
Von neun Versuchen im Finale waren nur vier gültig. Diese Würfe lagen allesamt über dem Olympiarekord von 1908. Taipale verbesserte seinen eigenen Rekord aus dem zweiten Versuch und übertraf diese Weite dann nochmals im fünften Durchgang. Damit wurde Sheridans Olympiarekord insgesamt zwölfmal übertroffen. Der neue olympische Rekord lag am Ende um 4,32 m weiter als vor vdiesen Spielen. Armas Taipale trat in Stockholm mit einer neuen Wurftechnik auf. Als erster setzte er Beine und Hüfte bei Drehung und Abwurf intensiv mit ein und lag mit seiner Bestweite am Ende klar vorn.
Armas Taipale errang die erste finnische Goldmedaille im Diskuswurf.

## Bildergalerie

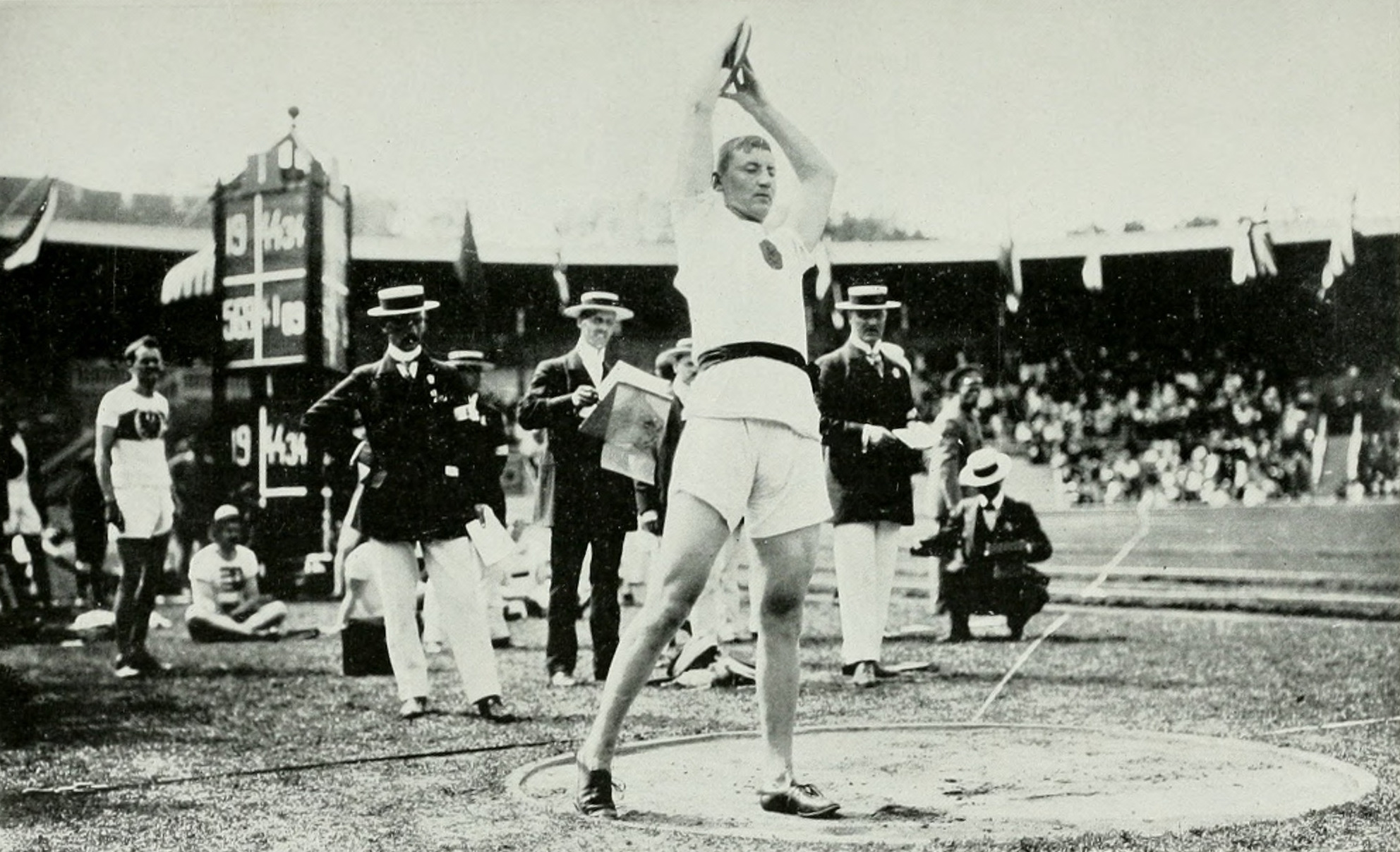
Olympiasieger Armas Taipale
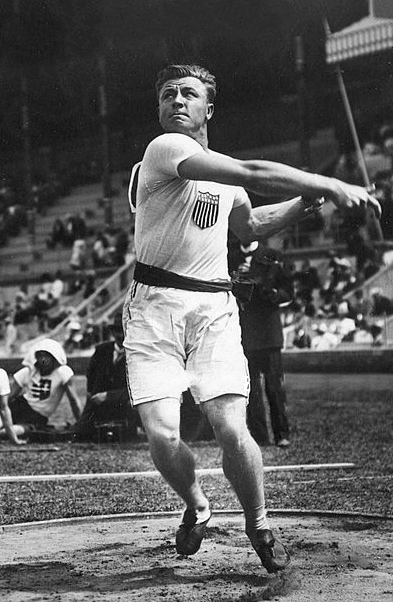
Richard Byrd – Silbermedaille
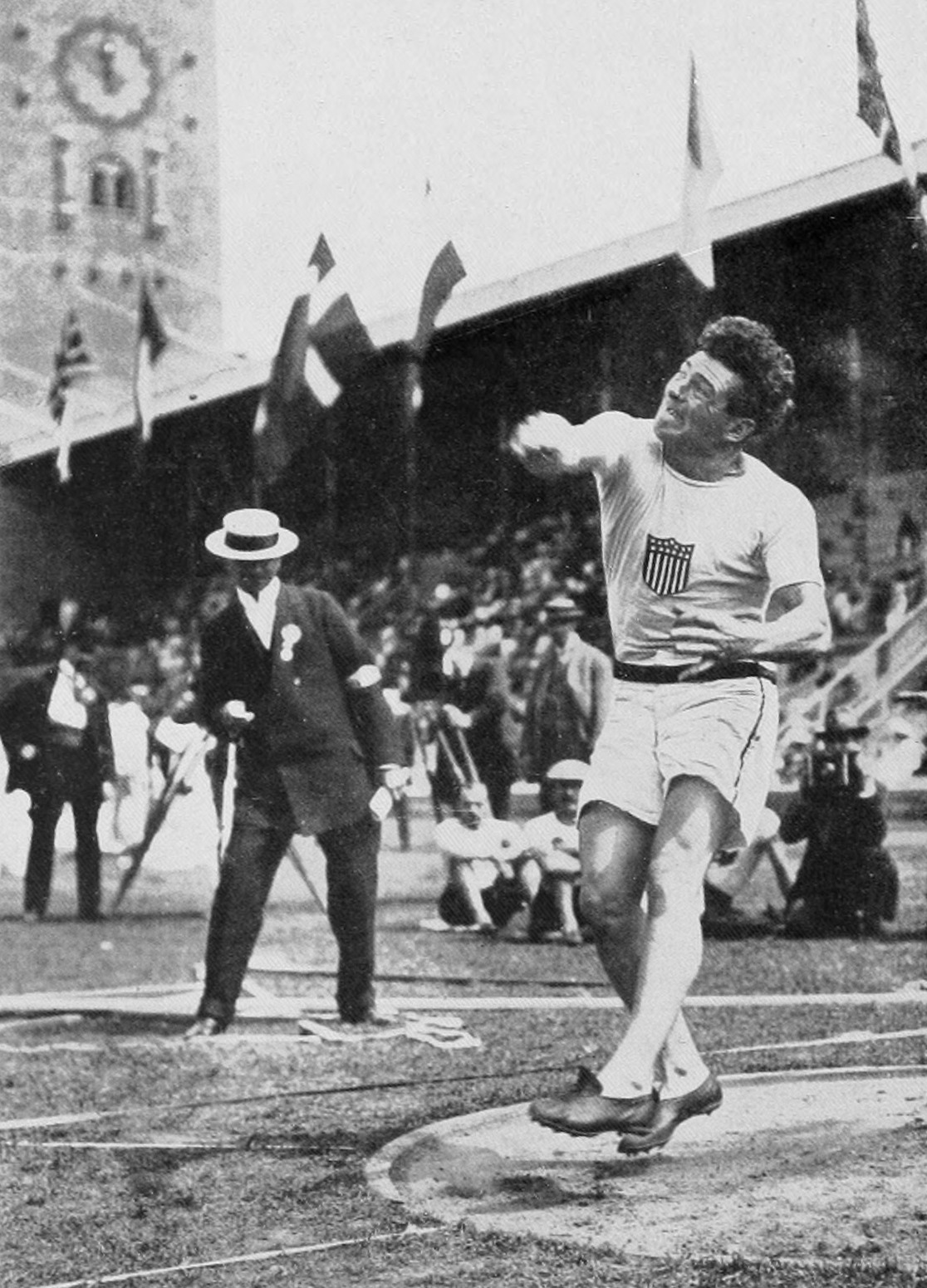
Der Weltrekordinhaber James Duncan gewann Bronze

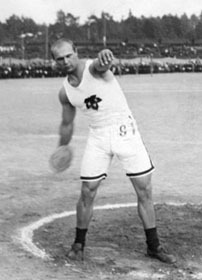
Elmer Niklander – Platz vier
Der sechstplatzierte Arlie Mucks (rechts)
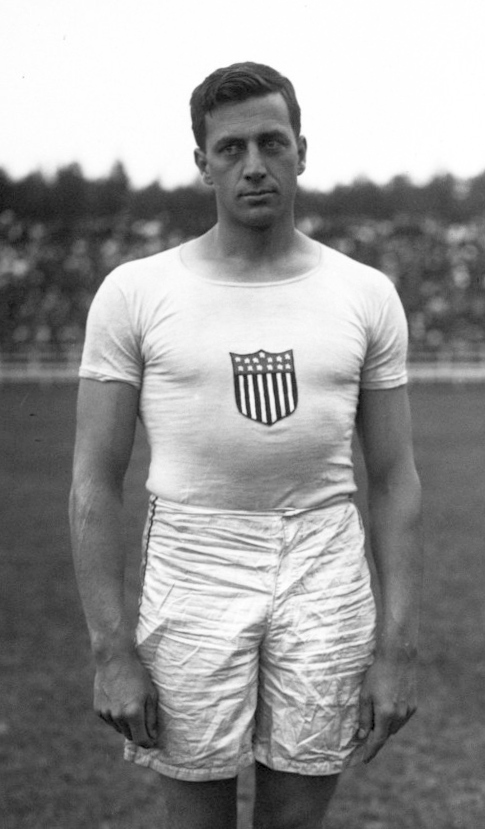
George Philbrook – Rang sieben
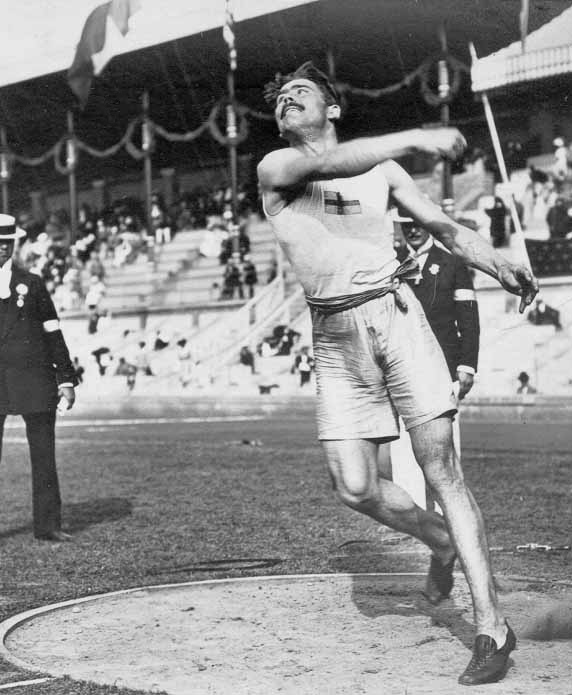
Emil Magnusson wurde Achter
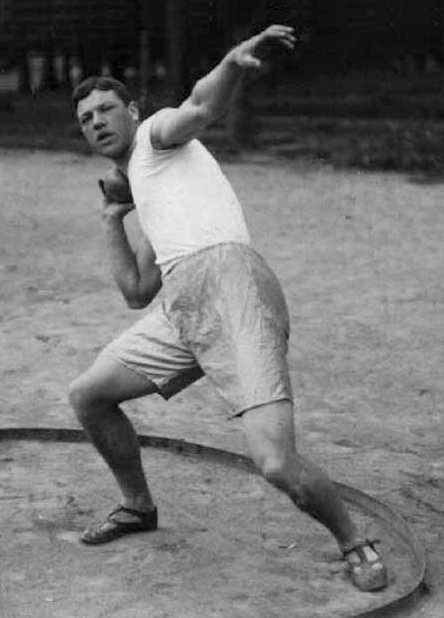
Einar Nilsson (hier beim Kugelstoßen) – Rang zehn
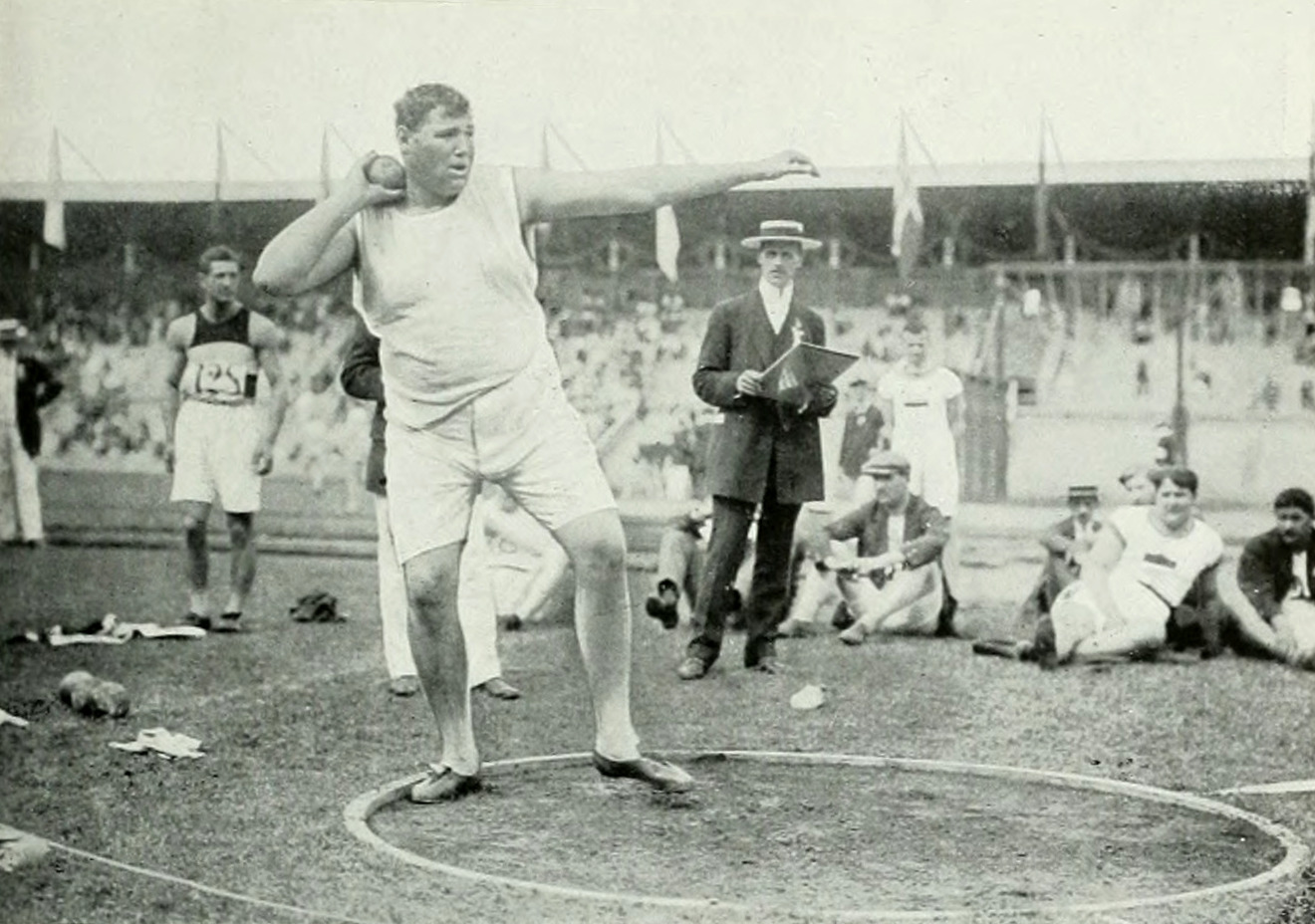
Ralph Rose (hier als Kugelstoßer) erreichte Platz elf
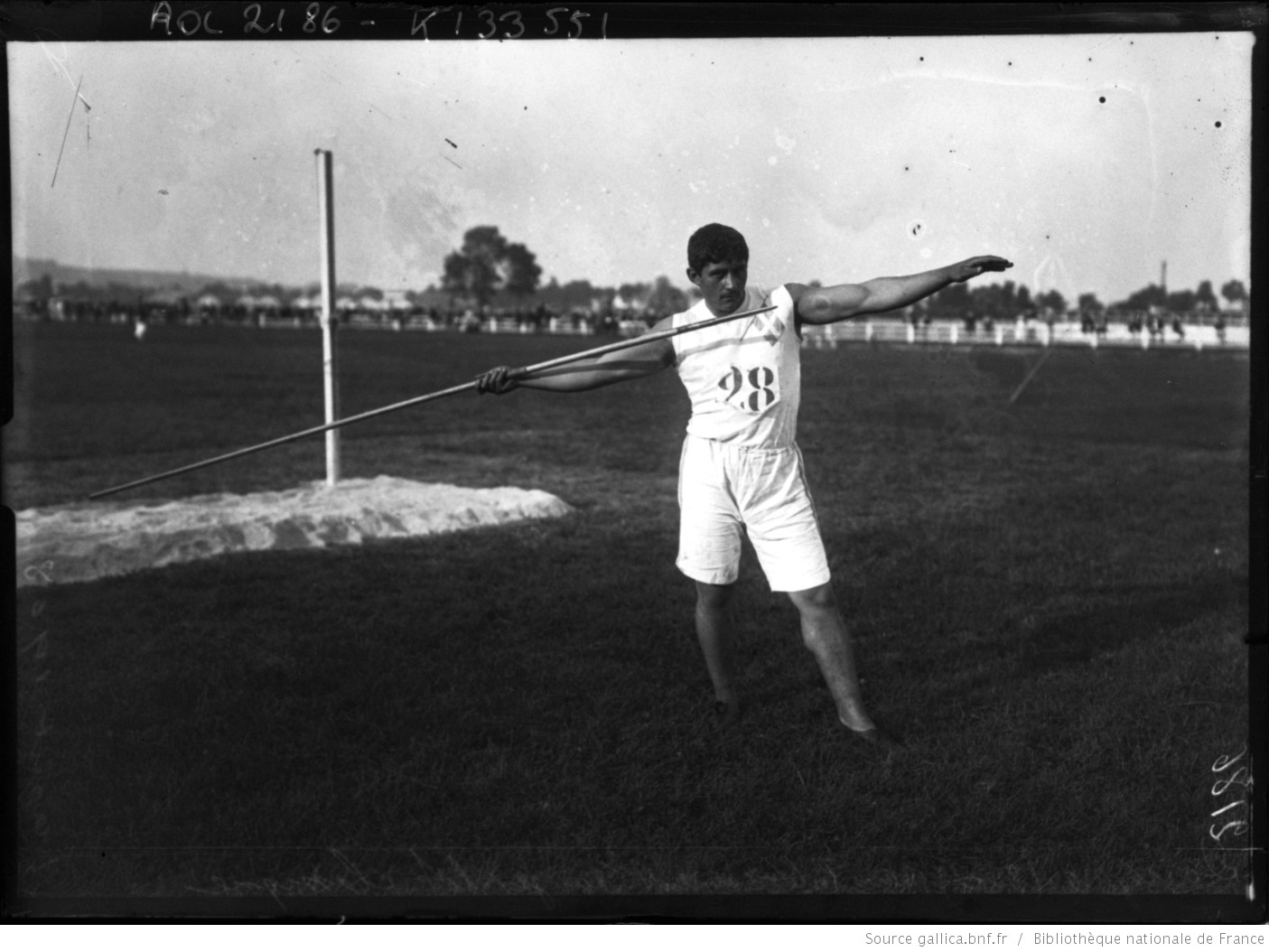
Rang dreizehn für Michalis Dorizas (hier beim Speerwurf)
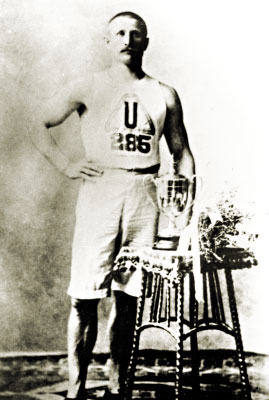
Platz fünfzehn für Verner Järvinen
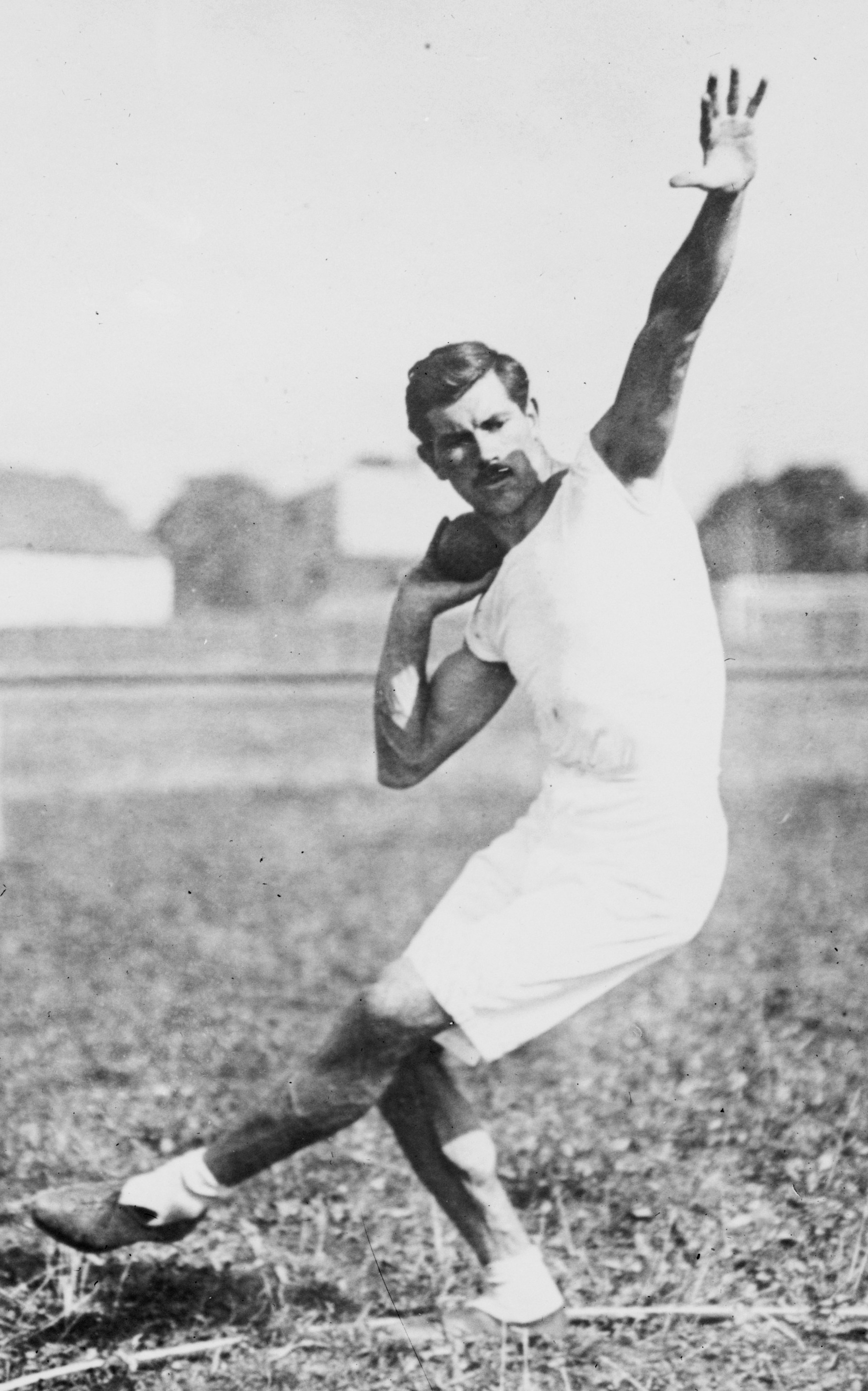
Josef Waitzer (hier als Kugelstoßer) – Rang sechzehn
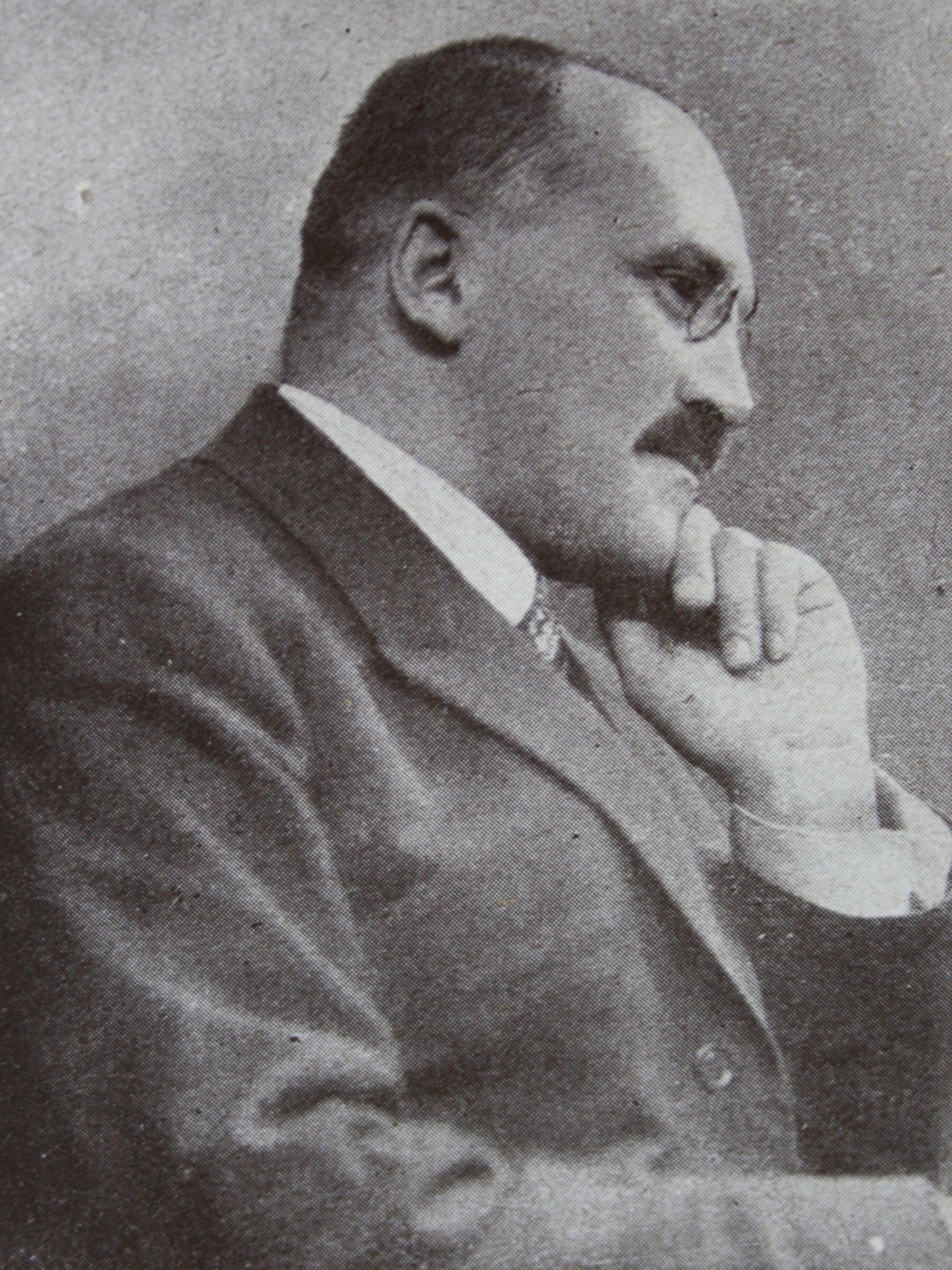
František Janda-Suk (hier im Jahr 1927) – Rang siebzehn
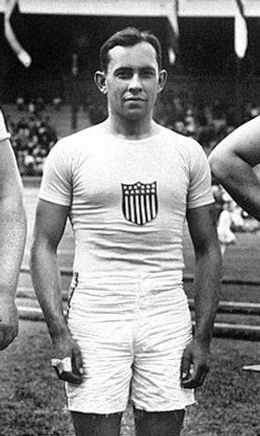
Lawrence Whitney – Platz zwanzig
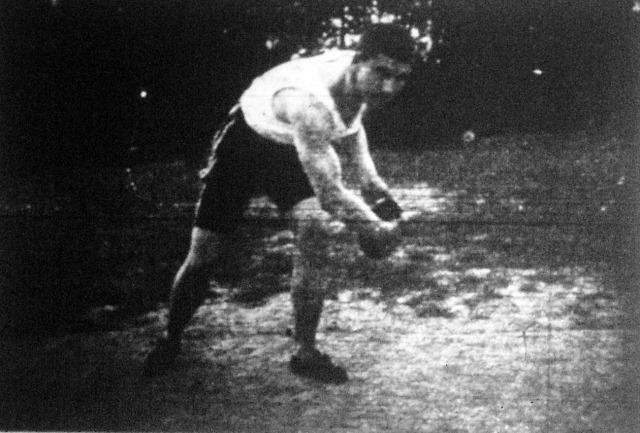
György Luntzer – Platz 21

## Video
- Finland's Armas Taipale Wins Discus Gold - Classic Highlights, youtube.com, abgerufen am 20. Mai 2021